# Борсфлет
Борсфлет (њем. Borsfleth) општина је у њемачкој савезној држави Шлезвиг-Холштајн. Једно је од 112 општинских средишта округа Штајнбург. Према процјени из 2010. у општини је живјело 817 становника. Посједује регионалну шифру (AGS) 1061015, NUTS (DEF0E) и LOCODE (DE BFL) код.

## Географски и демографски подаци
Борсфлет се налази у савезној држави Шлезвиг-Холштајн у округу Штајнбург. Општина се налази на надморској висини од 2 метра. Површина општине износи 15,2 km². У самом мјесту је, према процјени из 2010. године, живјело 817 становника. Просјечна густина становништва износи 54 становника/km².